# 고려개발
고려개발(高麗開發, Korea Development Corporation)은 1965년 3월 31일에 설립된 대한민국의 종합건설사로서 대림산업의 자회사다. 정식 명칭은 고려개발주식회사이며, 해외건설업 토목부문 및 건축부문에서 각기 제1호의 면허를 취득하였고, 최초의 오피스텔 시공을 한 회사이다. 고려개발은 2016년 기준으로 대한민국 건설사 시공능력평가 순위(옛 도급순위) 39위를 기록했다. 사업 분야는 도로 건설 등의 토목 부문과 시설 및 주택 건축 등의 건설 부문으로 구분된다. 현재 대림산업의 아파트 브랜드인 e편한세상을 함께 사용하고 있다.
삼호와 고려개발의 합병 회사인 대림건설이 2020년 7월 1일 공식 출범했다. 삼호와 고려개발은 대림그룹 내 건설계열사로 각각 2019년 기준 시공능력평가순위 30위, 54위를 기록했다.

## 연혁
- 1965년 3월 31일 고려개발 주식회사 설립, 대표이사 정천석 취임, 본사소재지-서울특별시 용산구 갈월동 95번지
- 1967년 11월 30일 수출유공 국무총리 표창
- 1969년 12월 1일 수출유공 대통령 산업포장
- 1977년 12월 28일 동남부동산(주) 인수 합병
- 1978년 10월 30일 한국증권거래소 상장
- 1978년 12월 2일 본사이전-서울시 용산구 문배동 24-2
- 1981년 11월 12일 유상증자로 자본금 100억원
- 1982년 11월 3일 1천만불 추출의탑
- 1985년 1월 9일 본사이전-서울시 마포구 도화동 544번지
- 1987년 1월 2일 회사정리절차 개시 신청
- 1987년 2월 11일 회사 재산 보전처분(87파582호)
- 1987년 2월 28일 대림산업 계열 편입
- 1987년 4월 4일 산업합리화업체 지정
- 1987년 6월 5일 해외건설업 면허 반납
- 1987년 9월 22일 회사정리절차 개시결정(87파581호)
- 1993년 8월 24일 본사신축이전-서울시 용산구 문배동 24-2
- 1995년 3월 11일 관리인 오풍영 선임
- 1995년 11월 3일 철구사업소 당진공장 준공
- 1998년 9월 30일 회사정리절차 종료결정(서울지방법원)
- 1998년 10월 1일 대표이사 오풍영 취임
- 1999년 5월 19일 유,무상 증자로 자본금 300억원
- 2000년 7월 24일 본점소재지를 경기용인수지2지구 1080-4호로 이전(서울특별시 용산구 문배동 24-2에 서울지점 설치)
- 2003년 12월 11일 유상증자로 자본금 600억원
- 2005년 5월 17일 철구사업소 부여공장 준공
- 2007년 4월 23일 해외건설업 면허 취득 (토목건축공사 외 7종)
- 2008년 3월 14일 대표이사 최재신 취임
- 2009년 6월 19일 유상증자로 자본금 1,000억원
- 2009년 12월 8일 철구사업부문영업 대림씨앤에스(C&S)에 양도
- 2020년 7월 1일 대림그룹 계열사 삼호와 합병, 대림건설로 상호 변경

## 보유 면허
- 2008년 12월 지하수정화업 등록
- 2008년 6월 토양정화업 등록
- 2008년 5월 부동산개발업 등록
- 2007년 4월 토목건축공사 외 7종 해외건설업 면허 취득
- 2000년 12월 정보통신부 기업IQ인증 취득
- 2000년 10월 ISO14001 국제 환경경영 인증 취득
- 2000년 6월 조경공사업 서울시 01-0032호 등록
- 2000년 3월 당진 철구사업소 철강구조물 제작공장 1급 인증 취득
- 2000년 2월 산업설비공사업 서울시 01-0018호 등록
- 1999년 12월 정보통신부 기업IQ인증 취득
- 1997년 8월 철구조물 제작설치 부문 ISO9002 품질 인증 취득
- 1996년 7월 토목 건축공사 전부문 ISO9001 품질 인증 취득
- 1992년 10월 일반폐기물 처리시설 설계시공업 제109호 등록
- 1990년 3월 증기대여업 제438호 면허 취득
- 1987년 6월 해외건설업 면허 반납
- 1983년 11월 환경오염 방지시설업 등록
- 1982년 8월 소방설비업 1종 기계류, 2종 전기류 등록
- 1981년 10월 건설업 철강재설치 공사 제48호 면허 취득
- 1978년 5월 제1종 전기공사업 제489호 면허 취득
- 1978년 5월 주택건설업 제3250호 사업자등록
- 1976년 11월 해외건설업 건축 부분 제1호 면허 취득
- 1976년 4월 해외건설업 토목 부분 제1호 면허 취득
- 1967년 7월 용역군납업 제300호 등록
- 1966년 7월 건설군납업 제6-34호 등록
- 1966년 7월 냉온방기계공사업 면허 취득
- 1966년 7월 수도공사업 면허 취득
- 1966년 7월 전기공사업 면허 취득
- 1965년 10월 건설업 도로포장업 제18호 면허 취득
- 1965년 5월 건설업 토목건축업 제92호 면허 취득

## 최근 수주 현황
- 2010년
  - 5월 17일 - 부산 포항 관사 및 병영시설 민간투자시설사업(BTL) 건설공사 264억 원 규모 수주[4]
  - 5월 12일 - 화천 병영시설 임대형 민간투자 시설사업 건설공사 377억 원 규모 수주[5]
  - 5월 3일 - 광교신도시 녹지축 연결 녹교 설치공사 228억 원 규모 수주[6]
  - 4월 27일 - 연도교 가설공사 149억 원 규모 수주[7]
  - 4월 2일 - 광교신도시 녹지축연결 녹교 설치공사 616억 원 규모 수주[8]
  - 3월 4일 - 포천시 운천-탄동간 도로확장 포장공사 185억 원 규모 수주[9]
  - 2월 26일 - 안양시 관양동 아파트형 공장 신축공사 274억 원 규모 수주[10]
  - 2월 12일 - 금강살리기 5공구(부여지구) 190억 원 규모 수주[11]
  - 1월 19일 - 부산항 북항 재개발 부지조성공사 345억 원 규모 수주[12]
  - 1월 15일 - 인천도시철도 2호선 206공구 건설공사 155억 원 규모 수주[13]
  - 1월 12일 - 화성시 기안동 아파트 신축공사 1663억 원 규모 수주[14]
  - 1월 4일 - 신분당선 연장선(정자~광교) 복선전철 민간투자사업 309억 원 규모 수주[15]

- 2009년 - 총 4985억 원 규모 수주
  - 12월 29일 - 육군 전곡포천 관사 BTL 민간투자사업 설계시공 155억 원 규모 수주
  - 12월 28일 - 호남고속철도 1-2공구 노반신설공사 기타공사 191억 원 규모 수주
  - 12월 24일 - 만리포-태안 도로건설공사 267억 원 규모 수주
  - 12월 18일 - 상주시 실내체육관 건립공사 85억 원 규모 수주
  - 11월 25일 - 호남고속철도 제3-1공구 노반신설 기타공사 213억 원 규모, 호남고속철도 제3-4공구 노반신설 기타공사 389억 원 규모 수주
  - 11월 20일 - 석동-소사동 도로개설공사 550억 원 규모 수주
  - 11월 5일 - 부산도시철도 1호선 연장(다대구만) 3공구 건설공사 288억 원 규모 수주
  - 10월 26일 - 낙동강 살리기 18공구(창녕2함안1지구) 303억 원 규모, 금강살리기 6공구(청남지구) 132억 원 규모 수주
  - 9월 10일 - 암사정수센터 시설현대화 및 고도정수처리시설공사 604억 원 규모 수주
  - 8월 24일 - 온산-두왕 국도건설공사(강교공사) 115억 원 규모 수주
  - 7월 23일 - 고속국도 제40호선 충주-제천간 제5공구 건설공사 457억 원 규모 수주
  - 7월 6일 - 공촌하수처리시설 증설 및 고도처리시설공사 128억 원 규모 수주
  - 6월 30일 - 웅동지구 1단계 항만배후단지(제3공구) 조성공사 198억 원 규모 수주
  - 6월 8일 - 여수구항 정비공사(2단계) 61억 원 규모 수주
  - 5월 21일 - 호남고속철도 제3-2공구 건설공사 558억 원 규모 수주
  - 4월 29일 - 진주~광양 복선화 제1공구 노반건설공사를 약 238억 원 규모 수주
  - 4월 14일 - 상주 국제승마장 건립공사 53억 원 규모 수주

## 본점 및 지점 현황
- 본점: 경기도 용인시 수지구 풍덕천로 112, 501호 (풍덕천동, 하나프라자)
- 경기지점: 경기도 화성시 영통로61번길 6 (반월동)
- 서울지점: 서울특별시 마포구 큰우물로 76 (도화동)
- 안양지점: 경기도 안양시 동안구 시민대로 180, 17층 (호계동, 지스퀘어타워)

## 같이 보기
- 대림건설
- DL이앤씨
- e편한세상